# Vriesea warmingii
Vriesea warmingii là một loài thuộc chi Vriesea. Đây là loài đặc hữu của Brasil.

## Giống
- Vriesea 'Amanda Isley'
- Vriesea 'Jungle Gold'
- Vriesea 'Maroon Charm'
- Vriesea 'Sidewinder'
- Vriesea 'Touch of Gold'